# Грязные танцы 2: Гаванские ночи
«Грязные танцы 2: Гаванские ночи» (англ. Dirty Dancing: Havana Nights, также известный как Грязные танцы 2 или Грязные танцы: Гаванские ночи) — американский танцевальный музыкальный романтический драматический фильм 2004 года, снятый Гаем Ферландом, с Диего Луной, Ромолой Гарай, Силой Уорд, Джоном Слэттери, Джонатаном Джексоном и Дженьюэри Джонс в главных ролях.
Этот фильм является несвязанным приквелом или переосмыслением блокбастера 1987 года Грязные танцы, в котором повторно используется тот же основной сюжет, но он переносится из северной части штата Нью-Йорк на Кубу на пороге кубинской революции. Патрик Суэйзи, звезда оригинальных «Грязных танцев», появляется в эпизодической роли преподавателя танцев. В основном это было снято в Старом Сан-Хуане, Пуэрто-Рико.

## Сюжет
В 1958 году Кэти Миллер (Ромола Гарай), её родители (Сила Уорд и Джон Слэттери) и младшая сестра Сьюзи (Мика Бурем) прибывают на Кубу во время кубинской революции. Кэти, самопровозглашённая книжным червём, не очень рада тому, что ей пришлось переехать в другую страну в старшем классе средней школы, поскольку она планировала поступить в Рэдклифф-колледж, хотя остальные члены её семьи, похоже, очень рады быть на Кубе. .
Встретившись у бассейна с несколькими другими богатыми американскими подростками, в том числе с Джеймсом Фелпсом (Джонатан Джексон), сыном босса её отца, Кэти испытывает отвращение, когда один из подростков оскорбляет местного официанта, когда тот роняет их напитки, потому что Кэти случайно наткнулась на него. Кэти пытается поговорить с официантом — Хавьером (Диего Луна), который работает в отеле, чтобы прокормить свою семью, — потому что она ужасно переживает из-за того, что произошло, но ему это неинтересно.
Кэти смотрит фильм, в котором танцуют её мать и отец, и мечтает, чтобы она могла танцевать так же хорошо, как они. Они с отцом немного танцуют. На следующий день в классе Кэти просят прочитать вслух из «Одиссеи» — отрывок о любви и страсти. После занятий Джеймс приглашает её на вечеринку в загородный клуб на следующий день, и она соглашается.
Идя домой из школы, она видит, как Хавьер танцует под уличную музыку, и предлагает проводить её до дома. Они останавливаются, чтобы послушать уличную группу, и появляется полиция, останавливающая Хавьера, пока Кэти убегает.
На следующий день Кэти пробует некоторые танцевальные движения, которые она видела. Хавьер видит её и просит прийти посмотреть на настоящих танцоров в субботу вечером, но она говорит, что уже собирается в загородный клуб.Хавьер расстраивается и уходит. Кэти надевает одно из платьев своей горничной на вечеринку в загородном клубе и производит впечатление на Джеймса. Кэти убеждает его отвести её в кубинский ночной клуб La Rosa Negra («Чёрная роза»), где Хавьер танцует с дамами.
Хавьер танцует с Кэти, пока Джеймс сидит в баре. Вскоре к нему обращается брат Хавьера, Карлос, который говорит ему, что в конечном итоге они выгонят американцев с Кубы. Хавьер подходит и спорит со своим братом. Джеймс отводит Кэти обратно в машину и нападает на неё после того, как она отказывается его целовать. Она даёт ему пощёчину и бежит в клуб, и Хавьер соглашается проводить её до дома.
На следующий день Кэти проходит мимо урока танцев. Учитель (Патрик Суэйзи) спрашивает, не хочет ли кто-нибудь принять участие в большом танцевальном конкурсе, а затем немного танцует с Кэти. Она берёт флаер конкурса.
По пути к бассейну Джеймс извиняется перед Кэти, а затем говорит ей, что Сьюзи видела Хавьера с ней и заставила его уволиться. Кэти спорит со Сьюзи и отправляется на поиски Хавьера. Сейчас он работает в автомастерской угнанных машин с Карлосом. Она просит его принять участие в танцевальном конкурсе с ней, но он отказывается. Между тем становится очевидным, что Карлос помогает революционерам.
На следующий день Хавьер появляется в школе Кэти и соглашается принять участие с ней в танцевальном конкурсе. Они начинают учить друг друга танцевальным движениям, и Хавьер убеждает её «чувствовать музыку». Они всё время тренируются, и Кэти ещё немного танцует с учителем танцев, пока не наступает ночь танцев. Кэти и Хавьер танцуют с другими парами на полу и выбираются для перехода в следующий раунд.
Родители Кэти не одобряют её отношения с Хавьером, но Кэти примиряется с ними. В ночь финального тура конкурса, когда Кэти и Хавьер находятся на танцполе, Хавьер видит своего брата и нескольких революционеров, замаскированных под официантов, и вскоре полиция пытается их арестовать. Соревнование останавливается, все бегут из клуба, и Хавьер должен спасти Карлоса от полиции. Хавьер и Карлос рассказывают о том, как скучают по отцу, затем слышат, что Батиста бежал из страны, и присоединяются к празднованию.
Позже Хавьер приходит в отель и находит Кэти. Он ведёт её на пляж, и они занимаются сексом. На следующий день родители Кэти говорят ей, что уезжают с Кубы, и у неё последняя ночь с Хавьером. Они идут в кубинский клуб, где впервые танцевали, и пол принадлежит им, поскольку их называют Королём и Королевой. Семья Кэти пришла, чтобы увидеть её, и Кэти рассказывает, что не знает, когда снова увидит Хавьера, но это не последний раз, когда они танцуют вместе.

## В ролях
| Актёр                           | Роль           | На русский язык роли дублировали |
| ------------------------------- | -------------- | -------------------------------- |
| Ромола Гарай                    | Кэти Миллер    | Елена Соловьёва                  |
| Диего Луна                      | Хавьер Суарес  | Андрей Бархударов                |
| Сила Уорд                       | Джинни Миллер  | Ольга Гаспарова                  |
| Джон Слэттери                   | Берт Миллер    | Владимир Антоник                 |
| Мика Бурем                      | Сьюзи Миллер   | Жанна Никонова                   |
| Джонатан Джексон                | Джеймс Фэлпс   | Михаил Тихонов                   |
| Патрик Суэйзи                   | учитель танцев | Александр Клюквин                |
| Рене Лаван (англ.)              | Карлос Суарес  | Александр Груздев                |
| Миа Харрисон                    | Лола Мартинес  |                                  |
| Анхелика Арагон                 | Альма Суарес   |                                  |
| Марисоль Падилья Санчес (англ.) | Йоланда        |                                  |

Режиссёр дубляжа Юлия Бирюкова.

## Слоганы
- «Turn up the heat and follow the rhythm» (перевод: «Зажигай и следуй ритму»)

## Производство
Грязные танцы 2 основаны на оригинальном сценарии драматурга и ведущего NPR Питера Сигала, основанном на реальном жизненном опыте продюсера Джоанн Янсен, которая жила на Кубе в возрасте 15 лет в 1958–1959 годах. Сагал написал сценарий, который он назвал «Кубинская шахта», о молодой американке, которая стала свидетельницей кубинской революции и закрутила роман с молодым кубинским революционером. Сценарий должен был стать серьёзным политическим романом, документирующим, среди прочего, то, как кубинская революция превратилась из идеализма в террор. Он был заказан в 1992 году Лоуренсом Бендером, который прославился своей постановкой «Бешеных псов» и «Криминального чтива» Квентина Тарантино. Сценарий был куплен киностудией, которая запросила несколько переписываний, прежде чем принять решение не производить фильм. Десять лет спустя Бендер решил снять продолжение «Грязных танцев», и фильм был очень вольно адаптирован по сценарию Сагала. В финальном фильме не появляется ни одной строчки из оригинального сценария Сагала, и Сагал говорит, что единственные остатки политической темы, существовавшие в его сценарии, - это сцена казни некоторых людей.
Этот фильм был первым голливудским фильмом британской актрисы Ромолы Гарай, и она неоднократно называла съёмки фильма крайне негативным опытом, который заставил её переоценить работу в Голливуде. В интервью The Telegraph в 2004 году она объяснила, что создатели фильма «были одержимы тем, чтобы кто-то был худым. Я просто подумала, почему они не взяли кого-то вроде Кейт Босуорт, если они этого хотели?»
В октябре 2017 года, в разгар обвинений продюсера Харви Вайнштейна в сексуальном насилии в Голливуде, Гарай позже сообщила, что Вайнштейн, чья компания Miramax была сопродюсером фильма, потребовал, чтобы она встретилась с ним наедине в гостиничном номере, когда на нём была только рубашка и купальный халат, чтобы получить роль: «Я должна была пойти в его номер в отеле в Савойе, и он открыл дверь в своём халате. Мне было всего 18 лет. Я чувствовала себя из-за этого оскорблённой, это очень чётко осталось в моей памяти».

## Музыка
Саундтрек:
1. Wyclef Jean feat. Claudette Ortiz - «Dance like this» (4:08)
2. The Black Eyed Peas - «Dirty dancing» (3:48)
3. Yerba Buena - «Guajira (I love U 2 much)» (4:09)
4. Jazze Pha feat. Monica - «Can I walk by» (4:04)
5. Santana feat. Jorge Moreno - «Satellite» (4:18)
6. Christina Aguilera - «El beso del final» (4:39)
7. Orishas feat. Heather Headley - «Represent, Cuba» (3:43)
8. Mýa - «Do you only wanna dance?» (3:51)
9. Shawn Kane - «You send me» (3:28)
10. Aterciopelados - «El Estuche» (3:23)
11. Julio Daviel Big Band feat. Cucco Pena - «Do you only wanna dance?» (3:09)

## Приём
Грязные танцы 2: Гаванские ночи получили в основном негативные отзывы от критиков и положительные от зрителей. Агрегатор обзоров Rotten Tomatoes даёт фильму рейтинг 23% на основе 108 отзывов критиков со средней оценкой 4,2/10. На веб-сайте представлен краткий критический консенсус: «Дрянный, ненужный ремейк». На Metacritic фильм получил средневзвешенную оценку 39 из 100, основанную на 32 критиках, что указывает на «в целом неблагоприятные отзывы».
Роберт Денерштейн из Rocky Mountain News поставил ему оценку D+, заявив: «Пытается добавить кубинский колорит к знакомому сюжету, но не выходит ничего, кроме бурлящей похлёбки из клише». Питер Хауэлл из Toronto Star счёл его «неочаровательным, неуклюжим и культурно оскорбительным одновременно» и заслужил 1 из 5 звёзд. Уэсли Моррис из The Boston Globe присвоил ему 2 звезды из 4, заявив: «Как и следовало ожидать, фильм такой же квадратный, как прыжок в носках». Филип Мартин из Arkansas Democrat-Gazette , который оценил его на B-, потому что «помимо банальности диалога, математической предсказуемости сценария и путаницы тупой политики, DD: HN - довольно приятный опыт. По словам Луи Хобсона из Jam! Magazine, по мнению которого фильм стоит 3,5 звезды из 5, главным спасительным фактором стала хореография: «У вас могут быть проблемы с очевидной, клишированной историей, но танец просто невероятный». Филип Вунч из Dallas Morning News поставил фильму тройку, заявив, что «и танцевальные номера, и личная драма в значительной степени вялые».

## Ремейк
Грязные танцы — американский телевизионный фильм 2017 года режиссёра Уэйна Блэра по сценарию Джессики Шарзер. Это ремейк одноимённого фильма 1987 года. В фильме снимались Эбигейл Бреслин, Кольт Праттс, Дебра Мессинг, Брюс Гринвуд, Сара Хайланд, Николь Шерзингер и Тони Робертс. Он вышел в эфир 24 мая 2017 года на канале ABC. В первоначальной трансляции фильм посмотрели 6,61 миллиона зрителей с рейтингом Нильсена 1,4 в возрастной группе 18–49 лет и долей 5. Он получил крайне отрицательные отзывы большинства критиков, хотя игра Шерзингер получила высокую оценку.